# Xanthium
Xântio (Xanthium), também conhecido por zântio ou arzola, é um género botânico pertencente à família Asteraceae.

## Espécies
- Xanthium ambrosioides
- Xanthium commune
- Xanthium echinatum
- Xanthium inaequilaterum
- Xanthium inflexum
- Xanthium mongolicum
- Xanthium occidentale
- Xanthium sibiricum
- Xanthium speciosum
- Xanthium spinosum
- Xanthium strumarium

## Classificação do gênero
| Sistema | Classificação                     | Referência               |
| ------- | --------------------------------- | ------------------------ |
| Linné   | Classe Monoecia, ordem Pentandria | Species plantarum (1753) |

1. ↑  «Xanthium — World Flora Online». www.worldfloraonline.org. Consultado em 19 de agosto de 2020
2. ↑  «xântio | Infopédia»